# Mi segunda madre
Mi segunda madre (A második anyám) egy 1989-es mexikói sorozat, amit a Televisa készített. A főszerepekben María Sorté, Enrique Novi és Daniela Castro voltak, míg a gonosz szerepekben Fernando Ciangherotti and Alejandra Maldonado és Cynthia Klitbo.

## Történet
Daniela Lorente (María Sorté) egy kíváló divattervező, aki egy rangos divatház tulajdonosa. A férje, Alberto (Fernando Ciangherotti) , aki egy rossz ember, hisz Daniela tudtán kívül van egy másik felesége, akitől két gyereke van és lop tőle pénzt. Egy nap Daniela leleplezi Albertót és feljelenti a rendőrségen. Albertót 10 év börtönbüntetésre ítélnek. A börtönben a férfi bosszút esküszik Daniela ellen, amiért börtönbe juttatta. 
Juan Antonio Méndez Davila (Enrique Novi) egy befolyásos üzletember felesége halála miatt gyászol és szerelmükből egy lányuk, Mónica született, akit egyedül nevel. A lány balszerencséjére, apjának egy Irene Montenegro nevű könnyűvérű, hiú szeretője van. 
Daniela és Juan Antonio úgy döntenek, hogy hajóútra mennek, hátrahagyva a mindennapi problémáikat, így találkoznak a fedélzeten és egymásba szeretnek. 
Telik az idő és elhatározzák hogy összeházasodnak, ám Mónica nem akarja elfogadni Danielát második anyjaként,viszont Daniela kedveli aa férje lányát és eléri hogy Mónica megbízzon benne és közelebb kerüljenek egymáshoz. Leticia, úgy tesz mintha Mónica legjobb barátnője lenne, de folyamatosan Daniela ellen hangolja Mónicát és valójában irigy Mónicára. Egy idő után Daniela terhes lesz, amivel újjáéled Mónica féltékenykedése és ismét elutasítja Danielát. Ahogy a terhesség halad Irene lefizeti Germánt, egy bűnözőt, hogy balesetet okozzon Danielának. 
A baleset végzetes következményekkel jár Daniela és a magzat számára: Daniela meddővé válik, a gyereke koraszülöttként megszületik, de három hét múlva meghal. 
Daniela fia halála miatt az öngyilkosság határán van, amikor Mónica megsajnálja a nőt és egynap anyának szólítja őt. 
Nyolc év telik el: Mónica (Daniela Castro) egy gyönyörű felnőtt nő lett, aki Lalo (Andrés Bonfiglio) barátnője, Alberto legidősebb fiáé. Juan Antonio továbbra is sikereket ér el az üzletben, de Daniela nem tudta magát túltenni fia 8 évvel ezelőtti halálán. A szenvedései azonban túlmutatnak fia elvesztésén: Alberto kiszabadul a börtönből és bosszút áll Danielán, amiért őt rács mögé juttatta annak idején. 

## Szereposztás
- María Sorté – Daniela Lorente de Saucedo / de Méndez Dávila
- Daniela Castro – Mónica Méndez Dávila
- Enrique Novi – Juan Antonio Méndez Dávila
- Fernando Ciangherotti – Alberto Saucedo Maldonado
- Alejandra Maldonado – Irene Montenegro Olvera de Sánchez
- Alfredo Adame – Hans Lutmann
- Liliana Abud – Sonia Méndez Villanueva de Ramos
- Claudio Báez – Gerardo Peña Domínguez
- Arsenio Campos – Felipe Bretón
- Gina Moret – Gina Reis
- Ada Carrasco -Dolores "Lolita" de Astuariz
- Ernesto Gómez Cruz – Ignacio "Nacho"
- Cynthia Klitbo – Leticia Platas Amador
- Irma Lozano – Eva Enriquez Platas
- Héctor Suárez Gomis – Ramón
- Toño Mauri – Federico "Fico"
- Lola Merino – María Gardenia "Margarita"
- Andrés Bonfiglio – Eduardo "Lalo" Saucedo Morales
- Blanca Torres – Amanda Morales
- Ana Bertha Espín – Amelia López
- Irlanda Mora – Angélica Hurtado
- Angelina Peláez – Arcelia Gomez
- Roberto Blandón – Marcelo
- Raquel Morell -Raquel de Astuariz
- Roberto Palazuelos – David
- Juan Verduzco – Enrique Ramos
- Gastón Tuset – Alejandro Oviedo
- Guy de Saint Cyr – Gonzalo
- Francesca Guillen – Luisita Peña
- Diana Ferretti – Carolina Morales Chávez de Saucedo
- Abel Salazar -Rafael Iglesias
- Carlos Riquelme – Justino Aguilar
- Berenice Dominguez – Gyerek Mónica Méndez
- Lucero Lander – Lucía de Méndez Dávila
- Héctor Pons – Gyerek Lalo
- Alejandra Gollas – Gyerek Leticia
- Lupita Ochoa – Gyerek Margarita
- Cristian Castro – Rubén Saucedo
- Estela Ruiz – Malena
- Gabriel Pingarrón – Germán
- David Rencoret – Manuel "Manolo" Astuariz
- María Almela – Dora
- Rubén Rojo – Leopoldo Sánchez
- Jorge Fegán – Matías
- Mauricio Ferrari – Roberto
- Andrea Legarreta – Denisse
- Alejandro Aragón – Fernando
- Alejandra Espejo – Matilde
- Aurora Cortés – Melina
- Polly – Brenda
- Teresa Guízar – Rosa "Rosi" Almirez
- Fernanda Ruizos  – Mariana
- Agustín López Zavala – "El Maldita Sea"
- José María Torre – Manuel Justino "Tino"

## Érdekességek
- María Sorté, Claudio Baez,Toño Mauri és Cynthia Klitbo később együtt szerepeltek a Titkok és szerelmekben.
- Daniela Castro és Cynthia Klitbo később együtt szerepeltek a Cadenas de amargura sorozatban, aminek későbbi verziója, A szerelem nevében.